# Република (станция метро)
Република (рум. Republica) — станция Бухарестского метрополитена. Станция расположена в районе Sector 3.
Открыта в 1981 году в составе участка «Тимпури Ной» — «Република». С 1981 по 1990 годы станция была конечной, пока участок был продлён до станции «Пантелимон». 
Рядом со станцией находятся железнодорожная платформа «Титан Зуд» и гипермаркет «Cora». 
«Република» — колонная трёхпролетная мелкого заложения с одной островной платформой.